# Armia konna

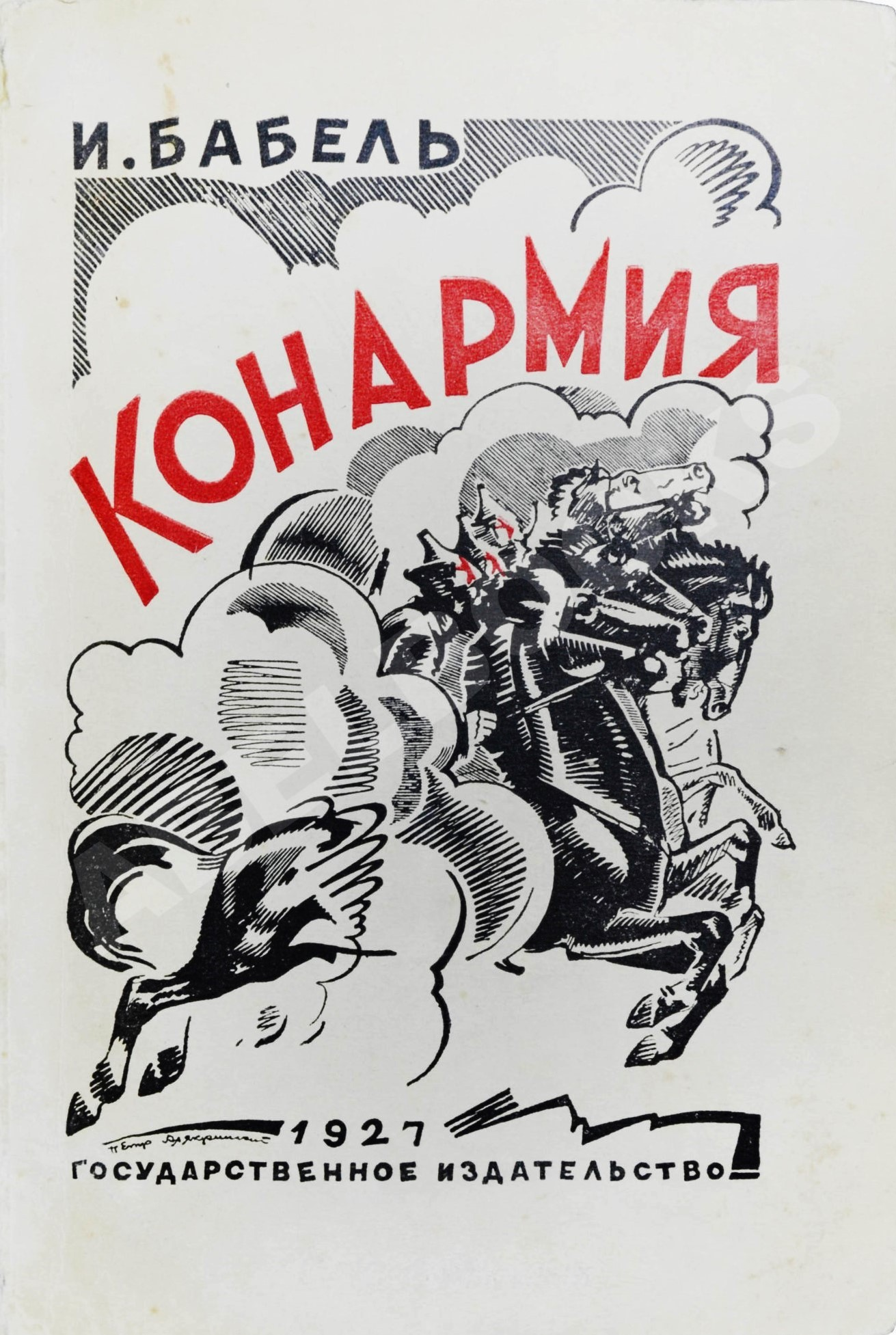
Okładka książki

Armia konna (ros. Конармия) – zbiór opowiadań rosyjskiego pisarza Isaaka Babla, opublikowany w 1926.
Babel w cyklu opowiadań ukazał epizody wojny polsko-bolszewickiej z pozycji naocznego świadka – brał udział w działaniach wojennych jako korespondent przy 1. Armii Konnej Siemiona Budionnego. Prymitywność oraz okrucieństwo żołnierzy kontrastuje nie tylko z pięknem przyrody, ale także rzekomo szczytnymi ideami wypisanymi na sztandarach rewolucji.
Wydanie Armii konnej spotkało się z protestami Budionnego. Części opowiadań przez wiele lat nie publikowano. W Polsce w 2008 ukazał się wybór opowiadań z tego zbioru w tłumaczeniu Jerzego Pomianowskiego.